# Epidromia lenis
Epidromia lenis là một loài bướm đêm trong họ Erebidae.